# 梁德标 (1972年)
梁德标（1972年5月—），广东佛山人，汉族，中国共产党党员。中华人民共和国政治人物、第十三届全国人民代表大会广东省代表。

## 生平
2018年，梁德标被选为广东省出席第十三届全国人民代表大会代表。